# Cracovia (koszykówka)
Cracovia (błędnie nazywana Cracovią Kraków) – najstarszy istniejący polski klub sportowy założony 13 czerwca 1906 roku w Krakowie (sekcja koszykówki mężczyzn założona w 1926). Obecnie istnieją dwie męskie drużyny koszykarskie Cracovii. W II lidze gra zespół prowadzony przez stowarzyszenie KS Cracovia. W III lidze występuje drużyna wspólnie prowadzona przez spółkę MKS Cracovia SSA i Politechnikę Krakowską. Działalność żeńskiej sekcji koszykówki nie jest kontynuowana.

## Koszykówka mężczyzn

### Sukcesy
- Mistrzostwo Polski (2 razy): 1929, 1938
- Wicemistrzostwo Polski (2 razy): 1930, 1946
- Trzecie miejsce (3 razy): 1931, 1932, 1937
- Puchar Polski: 1935
- Występy w ekstraklasie (5 sezonów): 1949/1950 - 1952/1953, 1959/1960

### Znani zawodnicy
- Zdzisław Filipkiewicz - olimpijczyk z Berlina 1936
- Jakub Kopowski - olimpijczyk z Berlina 1936
- Andrzej Pluciński - olimpijczyk z Berlina 1936

## Koszykówka kobiet

### Sukcesy
- Mistrzostwo Polski: 1929